# Степанівська волость (Бахмутський повіт)
Степанівська волость — історична адміністративно-територіальна одиниця Бахмутського повіту Катеринославської губернії із центром у селі Степанівка.
Станом на 1886 рік складалася з 16 поселень, 16 сільських громад. Населення — 5343 особи (2780 чоловічої статі та 2563 — жіночої), 742 дворових господарства.
|                     | Площа, десятин | У тому числі орної, дес. |
| ------------------- | -------------- | ------------------------ |
| Сільських громад    | 5509           | 1985                     |
| Приватної власності | 36308          | 10483                    |
| Казенної власності  | 660            | 200                      |
| Іншої власності     | 225            | 120                      |
| Загалом             | 42702          | 12788                    |

Поселення волості:
- Степанівка (Кохова) — колишнє власницьке село при балці Водяна за 80 верст від повітового міста, 730 осіб, 134 дворових господарства, православна церква від 1854 року, лавка. За 13 верст — механічний завод.
- Знаменівка (Кам'янка) — колишнє власницьке село при річці Гнілуша, 503 особи, 75 дворових господарства, лавка.
- Іверське (Самойлівка, Петрищеве, Новоселівка) — колишнє власницьке село при балці Водяна, 586 осіб, 101 дворове господарство.
- Мар'їнка (Жобуневе) — колишнє власницьке село при річці Гнілуша, 260 осіб, 40 дворових господарства, православна церква, лавка, 3 ярмарки на рік.
- Петрівка Перша (Стара, Петрицина, Ковалевська) — колишнє власницьке село при річці Самара, 478 осіб, 68 дворових господарств, лавка.
- Петрівка Друга (Миноградова) — колишнє власницьке село при річці Самара, 622 особи, 89 дворових господарств, лавка.

За даними на 1908 рік у волості налічувалось 15 поселень, загальне населення волості зросло до 7322 особи (3643 чоловічої статі та 3679 — жіночої), 956 дворових господарств.